# Viaducto de Vallcarca
El viaducto de Vallcarca, también conocido popularmente como puente de Vallcarca, está ubicado en el barrio de Vallcarca y los Penitentes, en el distrito de Gracia de Barcelona (España). Inaugurado el 3 de marzo de 1923, conecta la avenida de la República Argentina con la plaza Mons, sorteando la avenida de Vallcarca.
Está catalogado como Bien Cultural de Interés Urbanístico en el Catálogo de Patrimonio Arquitectónico de Barcelona.

## Historia
El viaducto fue proyectado a principios del siglo XX para unir El Coll y El Putget, dos colinas separadas por un torrente, la riera (hoy avenida) de Vallcarca. Por entonces Vallcarca era una barriada rural y de veraneo de Horta, municipio agregado a Barcelona en 1904. La construcción de un puente sobre la riera, para mejorar la difícil comunicación de El Coll con el centro de la ciudad, fue una insistente reivindicación de los vecinos de la zona, que donaron terrenos y fondos económicos para la construcción. En 1907 el Ayuntamiento de Barcelona aprobó finalmente la obra. El viaducto fue inicialmente proyectado como un puente de hierro por Miquel Pascual. 
El 24 de agosto de 1908, con motivo de la fiesta mayor de Vallcarca, se colocó la primera piedra, en un acto presidido por el alcalde, Albert Bastardas, y el diputado en Cortes Juli Marial. El primer tramo, correspondiente al puente sobre el camino de San Genís —sobre el que se abrió la plaza Mons—, se finalizó en 1909. Sin embargo, la construcción del viaducto se retrasó por la oposición de algunos propietarios de huertos y terrenos afectados por las expropiaciones, disconformes con las indemnizaciones.
En 1917 los arquitectos Lluís Homs y Eduard Ferrés reformularon el proyecto inicial, y sustituyeron el hierro por el hormigón armado, una técnica por entonces pionera en Cataluña. Finalmente, el viaducto de Vallcarca se inauguró el 3 de marzo de 1923, en un acto presidido por el alcalde accidental de Barcelona, Enric Maynés.
Hasta los años 1970, al igual que el madrileño viaducto de Segovia, fue conocido con el sobrenombre de puente de los suicidas, por ser un lugar recurrente para quitarse la vida arrojándose al vacío.
En 1999 se llevaron a cabo obras de restauración, consistentes en la colocación de una nueva losa, la impermeabilizanción del suelo y la renovación del pavimento y de las aceras. Entre 2009 y 2011 se derribaron las fincas históricas ubicadas bajo el viaducto, en los laterales de la avenida de Vallcarca, en el marco de una reforma urbanística concluida en 2017, que convirtió el eje en una vía ajardinada. Los nuevos jardines bajo el puente han mejorado el tránsito peatonal en la zona y la accesibilidad al metro (Estación de Vallcarca). Además de la zona verde se han conservado dos elementos arquitectónicos de una de las casas derribadas, conocida como Casa de los Arabescos: una arcada de arcos de herradura y una torre con decoración de azulejo de estilo mozárabe.

## Arquitectura

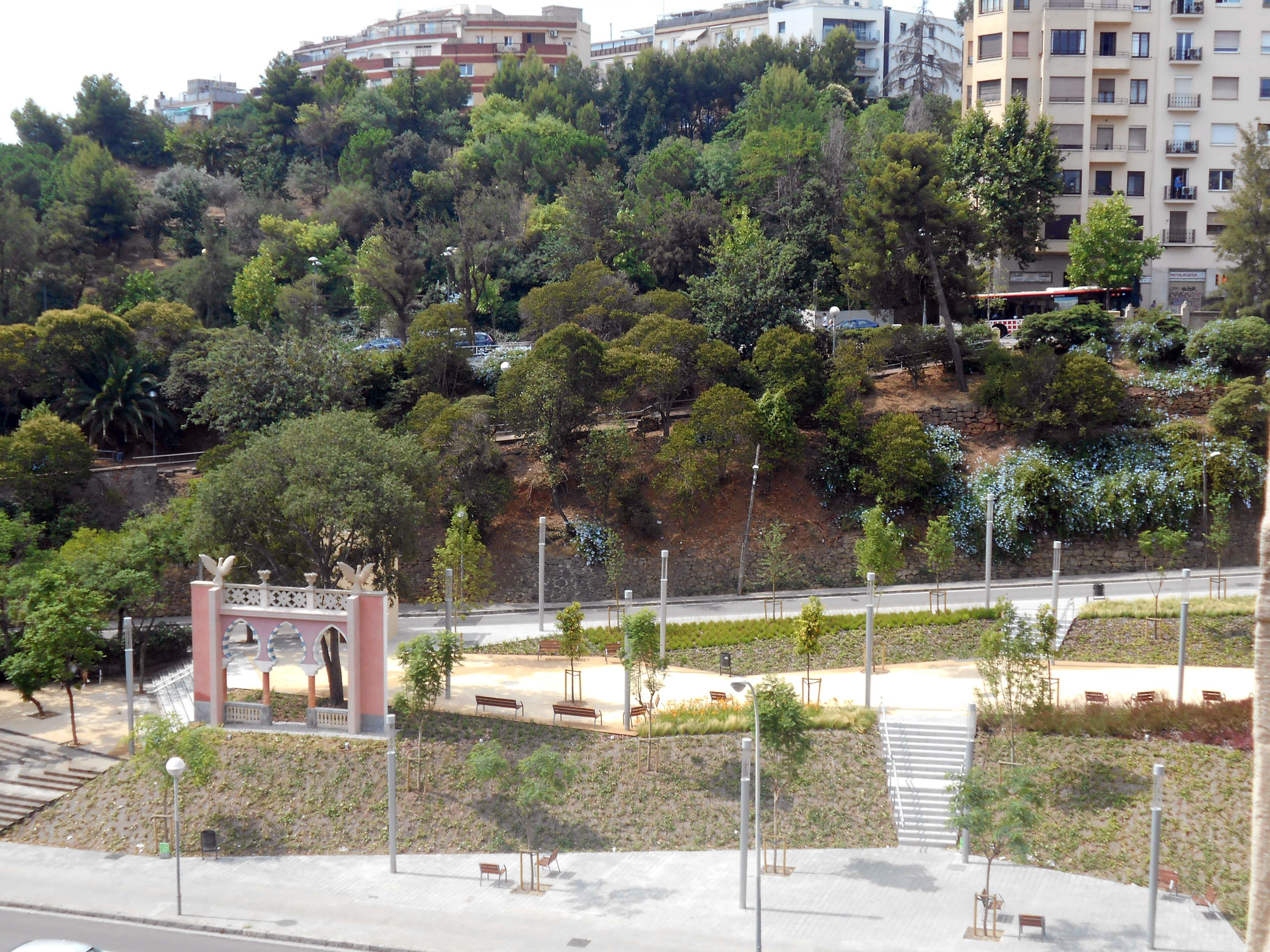
Jardines de la Casa de los Arabescos, bajo el viaducto de Vallcarca

Los elementos de soporte son tres pilares, recubiertos de piedra y ladrillo caravista, que sostienen dos grandes losas de hormigón. La losa superior constituye la calzada, con tres carriles de circulación para el tráfico y aceras para peatones en ambos laterales. La inferior está ornamentada con cuatro relieves en cada fachada, que representan los escudos de San Jorge y de Cataluña, entre leones alados. La baranda es ciega y está decorada con casetones geométricos art déco, que contrastan con los pináculos, de estilo sezession. Sobre cada uno de los pilares se forman balcones semicirculares, a modo de mirador.

## En la cultura popular
El viaducto de Vallcarca como lugar icónico de suicidas ha inspirado novelas de autores como Andreu Martín o Juan Marsé, en La oscura historia de la prima Montse, obra que cuenta con una adaptación cinematográfica. El puente tiene también un papel destacado en otras películas como Tres metros sobre el cielo.
El tema recurrente del suicidio desde el viaducto aparece también retratado en historietas de aventuras como El asombro del robot, de la serie Superlópez.

## Jardines de los Arabescos
Los jardines de los Arabescos son un espacio ajardinado ubicado justo debajo del viaducto de Vallcarca al lado de la estación del metro de Vallcarca. Este espacio ocupa el terreno de una antigua finca popularmente conocida como la Casa de los Arabescos de estilo neo-mozárabe-modernista, entre la avenida de Vallcarca y la calle de Gomis.
La finca era propiedad de Joan Batllori quien en 1903 añadió algunas reminiscencias árabes. Se encontraba en un estado degradado y fue derribado conservando solo lo que se entendía como elementos de relevancia arquitectónica que son los arcos y una torre cuadrada. Se han integrado estos elementos en el nuevo jardín.

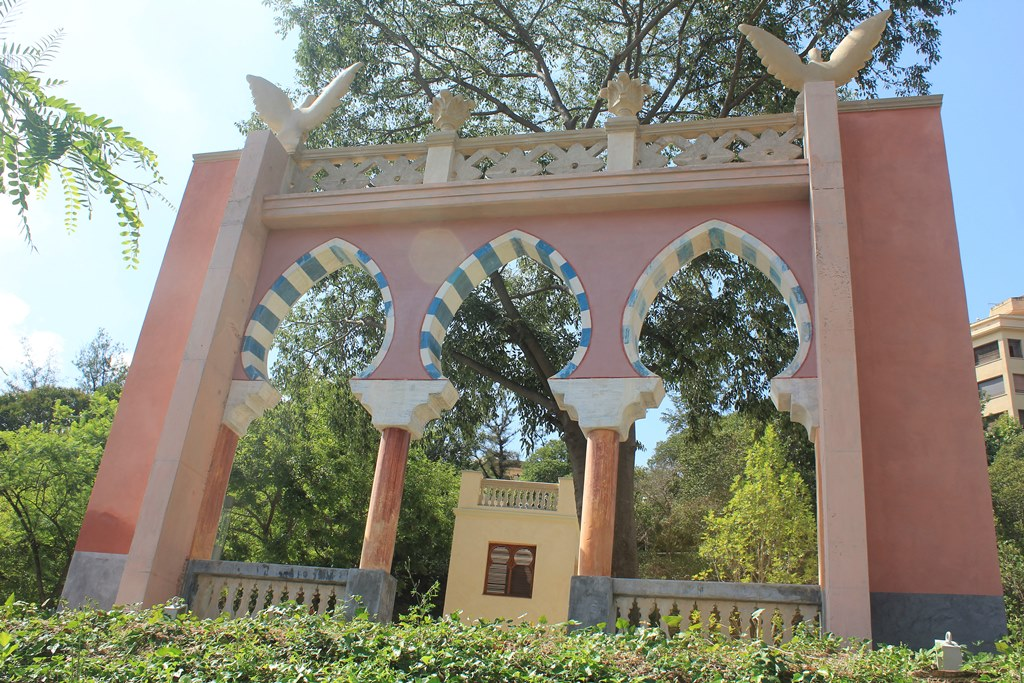
Casa de los Arabescos: los arcos
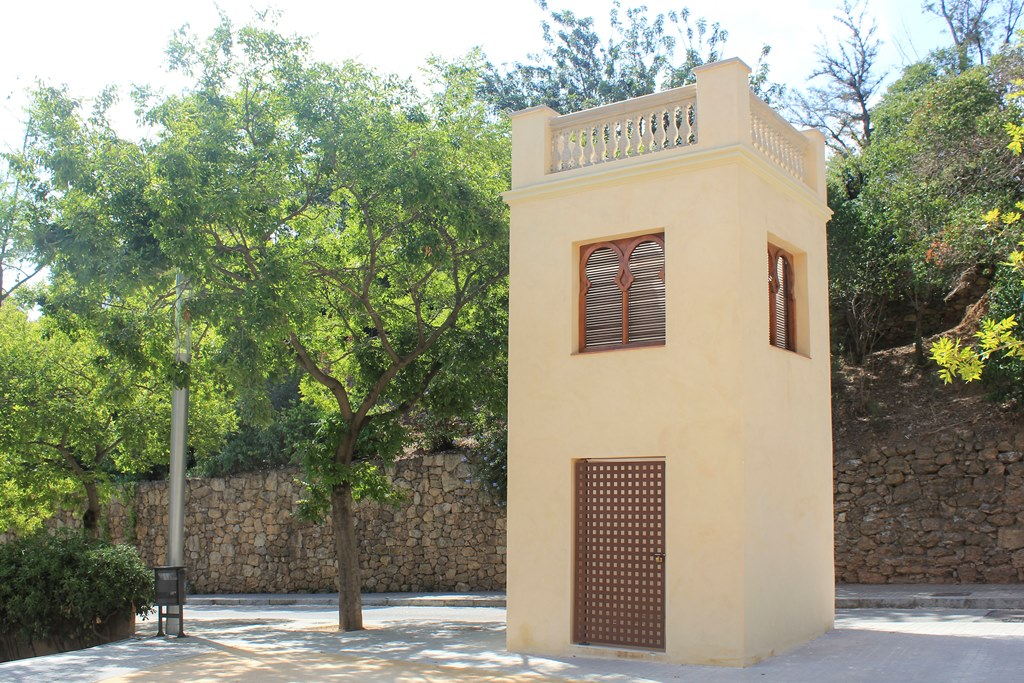
Casa de los Arabescos: la torre